# 米克爾森群島
米克爾森群島（法語：Mikkelsen Islands），是南極洲的群島，位於阿德萊德島東南面，處於萊奧尼群島東南面3公里，由讓-巴蒂斯特·夏古率領的法國探險隊發現，現時由南極條約體系管理。